# Zygopolaris borealis
Zygopolaris borealis är en svampart som beskrevs av Lichtw. & M.C. Williams 1984. Zygopolaris borealis ingår i släktet Zygopolaris och familjen Legeriomycetaceae.   Inga underarter finns listade i Catalogue of Life.